# Marina Jachlakowa
Marina Jachlakowa (russisch Марина Владимировна Яхлакова; * 20. Juli 1991 in Moskau) ist eine russische klassische Pianistin.

## Leben und Wirken
Marina Jachlakowa begann im Alter von fünf Jahren Klavier zu spielen. Nach vier Jahren Privatunterricht bei Witali Mischtschenko setzte sie ihre professionelle Ausbildung an der Staatlichen Musikhochschule Gnessin für begabte Kinder und später am Moskauer Konservatorium fort. Außerdem absolvierte sie einen Aufbaustudiengang an der Barenboim-Said-Akademie in Berlin. 2011 wurde Jachlakowa nach ihrem Lehrer Alexander Strukow (1991) und dessen Lehrer Lew Wlassenko (1956) die dritte Person in ihrer direkten Lehrerlinie, die einen Franz Liszt gewidmeten Wettbewerb gewann. Im Juni 2015 schaffte es Jachlakowa in die erste Runde des XV. Internationalen P. I. Tschaikowski-Wettbewerbs, schied dann aber aus.
Sie ist eine der beiden einzigen jungen Musikerinnen, die die Care for Talent Foundation, eine Non-Profit-Organisation, die junge Musiktalente auf ihrem Weg zu nationalen und internationalen Spitzenbühnen begleitet, schützt und anleitet, für ihr Künstlerprogramm auswählte.
Als Gewinnerin des Internationalen Franz-Liszt-Klavierwettbewerbs Weimar-Bayreuth erhielt Jachlakowa prestigeträchtige Recital- und Konzertauftritte in Österreich, Australien, Frankreich, Deutschland, Israel, Litauen, den Niederlanden, Norwegen, Russland, Schweden, Spanien und Kanada. Im April 2014 unternahm sie ihre dritte Tournee durch Australien, die mit zwei Aufführungen von Saint-Saëns’ Klavierkonzert Nr. 2 mit dem Queensland Symphony Orchestra unter dem griechischen Dirigenten Vassilis Christopoulos begann.
Im Dezember 2018 nahm sie am Gedenkkonzert zu Lew Wlassenkos 90. Geburtstag teil und spielte Rachmaninows Rhapsodie über ein Thema von Paganini für Klavier und Orchester a-Moll op. 43 mit dem Russischen Nationalorchester unter Michail Pletnjow. Ihre Interpretation wurde von Publikum und Orchester mit Begeisterung aufgenommen. Die Orchestermusiker bezeichneten Jachlakowa als beste Solistin des Abends, obwohl unter den Solisten auch Lucas Debargue war.
Im September 2019 trat Jachlakowa mit dem Gouverneurssinfonieorchester der Regionalen Philharmonie Irkutsk unter Ilmars Harijs Lapinsch im Rahmen des Festivals Stars on Baikal mit Prokofjews Klavierkonzert Nr. 2 auf. Gleich nach der ersten Probe kam ein Musiker der Philharmonie auf Marina Jachlakowa zu und sagte mit großer Überraschung, dass er eine solche Interpretation noch nie gehört habe. Ihr Auftritt bei diesem Konzert wurde vom Publikum mit stehenden Ovationen bedacht. „Hut ab!“ war die Reaktion des Dirigenten auf ihr Spiel. Daraufhin wurde sie zweimal zu einer Zugabe aufgefordert.
Zwei Monate später, im November 2019, kam es zur nächsten persönlichen Premiere Jachlakowas mit Beethovens Klavierkonzert Nr. 5 mit dem MDR-Sinfonieorchester Leipzig unter Jan Willem de Vriend. Auch hier gab es die Unterstützung des Orchesters und des Dirigenten von der ersten Probe an und zwei Zugaben nach der eigentlichen Aufführung.

## Stimmen
Trotz Jachlakowas seiner Ansicht nach unverdientem Ausscheiden beim XV. Internationalen P. I. Tschaikowski-Wettbewerb lobte Denis Mazujew sie als „phänomenal begabte“ Person.
In der Ausgabe September 2014 des Fine Music Magazine wird Richard Wenn mit den Worten zitiert: „Was wir in Marina finden, ist ein vollständiges künstlerisches Talent. Hinter ihrer scheinbar zarten und kindlichen Persönlichkeit verbirgt sich eine dämonische Pianistin von äußerster Ausdauer und technischer Leichtigkeit, und doch ist sie irgendwie in der Lage, dies mit dem zartesten Lyrismus zu verbinden.“
Im Oktober 2012 schrieb die Neue Nordhäuser Zeitung: „Sie bestach nicht nur durch atemberaubende technische Brillanz, sondern überzeugte auch durch ihre einfühlsame Werkgestaltung. Ob in gefühlvoll ausgespielten Solopassagen, in der „Korrespondenz“ mit dem Orchester, ob schwelgerisch verspielt, immer perlten die Töne geradezu unter ihren Fingern hervor.“
In einem Video des Internationalen Franz-Liszt-Klavierwettbewerbs Weimar-Bayreuth sagte der renommierte französisch-kanadische Pianist Louis Lortie: „Sie hat etwas sehr Geheimnisvolles an sich; sie hat eine sehr tiefe Seele… Es ist ein bisschen wie das Gefühl, das ich bekomme, wenn ich Gergijew mit dem Orchester spielen höre; dieses unglaubliche Magma des Klangs.“

## Auszeichnungen
- 2019: Diploma – Barenboim-Said-Akademie
- 2014: Red Certificate – Moskauer Konservatorium[10]
- 2011: Erster Preis und Spezialpreis für die beste Interpretation einer Komposition Franz Liszts – 7. Internationaler Franz-Liszt-Klavierwettbewerb Weimar-Bayreuth[11]
- 2010: Marina Bondarenko Memorial Award – Tel Chai, Israel
- 2008: Laureate – 6. Festival der Romantischen Musik für junge Moskauer Musiker

## Diskographie
Marina Jachlakowa hat zwei Aufnahmen für das Label Master Performers eingespielt. In der ersten spielt sie in Australien auf einem Mason & Hamlin Concert Grand Mussorgskis Bilder einer Ausstellung und Tschaikowskis Nussknacker-Suite (Transkription: Michail Pletnjow). Es folgte 2014 eine DVD, aufgenommen in der Mechanics Hall in Worcester, Massachusetts, mit Werken von Schubert und Schubert/Liszt.